# NGC 7557
NGC 7557 é uma galáxia espiral (S) localizada na direcção da constelação de Pisces. Possui uma declinação de +06° 42' 32" e uma ascensão recta de 23 horas, 15 minutos e 39,7 segundos.
A galáxia NGC 7557 foi descoberta em 16 de Setembro de 1852 por William Parsons.